# Кригер, Юлий Фёдорович
Ю́лий Фёдорович Кри́гер (1874—1949) — специалист в области неорганической химии, педагог.

## Биография
Окончил Санкт-Петербургский университет. Преподавал в ЭТИ с 1900 года. Читал лекции по общей и аналитической химии (с 1914), заведовал лабораторией общей химии (с 1919), заведовал кафедрой неорганической химии (с 1921), профессор, декан электрохимического факультета ЭТИ (до 1922).
В 1930 году в связи с реорганизацией ЛЭТИ все химические кафедры, за исключением кафедры общей химии, были закрыты. 
После 1930 года возглавил кафедру общей химии (1930—1946).